# Alfred Elsen
Pour les articles homonymes, voir Elsen.
Alfred Elsen, né le 16 novembre 1850 à Anvers et mort le 17 octobre 1914 dans la même ville, est un peintre de paysages et aquafortiste belge.

## Biographie
Alfred Elsen naît le 16 novembre 1850 à Anvers.
Il a pour professeurs Polydore Beaufaux et Edward Dujardin à l'Académie royale des beaux-arts d'Anvers. 
Sur les conseils de Charles Verlat, il suit vers 1874 les leçons de François Lamorinière, qui devient son ami. Ses paysages des environs d'Anvers reprennent le style réaliste et détaillé de Lamorinière. Lors de ses débuts au salon de 1874, sa Vue d'automne est bien accueillie. Il expose à Gand, Bruxelles, Anvers, Liège, Londres et Paris.
Il est membre des Aquafortistes anversois.
Alfred Elsen meurt en 1914 dans sa ville natale.
Le musée d'Anvers conserve de lui Soleil et Sous-bois.